# Maurice Couture

Erzbischofswappen von Maurice Couture

Maurice Couture RSV (* 3. November 1926 in Saint-Pierre-de-Broughton; † 19. Januar 2018 in Québec) war ein kanadischer Ordensgeistlicher und römisch-katholischer Erzbischof von Québec.

## Leben
Maurice Couture trat der Ordensgemeinschaft der Religieux de Saint Vincent de Paul bei und empfing am 17. Juni 1951 die Priesterweihe.
Papst Johannes Paul II. ernannte ihn am 17. Juli 1982 zum Weihbischof in Québec und Titularbischof von Talaptula. Der Erzbischof von Québec, Louis-Albert Vachon, spendete ihm am 22. Oktober desselben Jahres die Bischofsweihe; Mitkonsekratoren waren die Weihbischöfe Lionel Audet und Jean-Paul Labrie aus Québec.
Am 1. Dezember 1988 wurde er zum Bischof von Baie-Comeau ernannt und am 13. Januar des nächsten Jahres in das Amt eingeführt. Am 17. März 1990 wurde er zum Erzbischof von Québec ernannt und am 1. Mai desselben Jahres in das Amt eingeführt.
Am 15. November 2002 nahm Papst Johannes Paul II. seinen altersbedingten Rücktritt an.
Er war von 2002 bis 2011 Großprior der Statthalterei Kanada-Quebec des Ritterordens vom Heiligen Grab zu Jerusalem. Im Jahr 2003 wurde er mit dem Großoffizierskreuz des Ordre national du Québec ausgezeichnet.

## Einzelnachweis
1. ↑  Maurice Couture, ancien archevêque de Québec, s'éteint à 91 ans